# Haplopappus hookerianus
Haplopappus hookerianus là một loài thực vật có hoa trong họ Cúc. Loài này được (Torr. & A.Gray) A.Gray mô tả khoa học đầu tiên.